# Franz Pfordte

Franz Pfordte

Franz Pfordte (* 23. Januar 1840 in Delitzsch, Sachsen; † 28. Januar 1917 in Hamburg) war zu seiner Zeit ein bekannter deutscher Küchenchef.

## Leben und Wirken
Franz Pfordte wurde am 23. Januar 1840 zu Delitzsch in Sachsen geboren. Im Jahre 1858 kam er nach Hamburg und arbeitete in dem Restaurant „Wilkens Keller“. Schon Wilkens Restaurant hatte einen sehr guten Ruf.
1859 übergab Wilkens sein Restaurant an Franz Pfordte. Im Jahre 1878 kaufte Pfordte neue Räumlichkeiten im Zentrum Hamburgs und gründete das Restaurant „Pfordte“.
Kaiser, Könige und Großfürsten sowie weitere gesellschaftlich bedeutsame Persönlichkeiten, unter ihnen Bismarck und Moltke, verkehrten oft in Pfordtes Restaurant.
Pfordte war ein begeisterter Anhänger der französischen Kochkunstklassiker. An Antoine Careme, Urbain Dubois und Émile Bernard orientierte er sich. Sein feines Empfinden sagte ihm jedoch, dass er die Kunst dieser großen Franzosen nicht wahllos dem deutschen und besonders dem Hamburger Publikum vorsetzen dürfe. So verfeinerte er die Rezepte, bis er glaubte, den Geschmack der Gäste gefunden zu haben.
Pfordtes Ehrgeiz war, jeden, der sein Restaurant beehrte, zu einem so hervorragenden Feinschmecker zu erziehen, wie er es selber war. In Hamburg fing man an, stolz auf den Mann zu werden, dessen Küche weit über Deutschlands Grenzen berühmt war, und dessen Haus einen bedeutenden Anziehungspunkt der Stadt bildete.

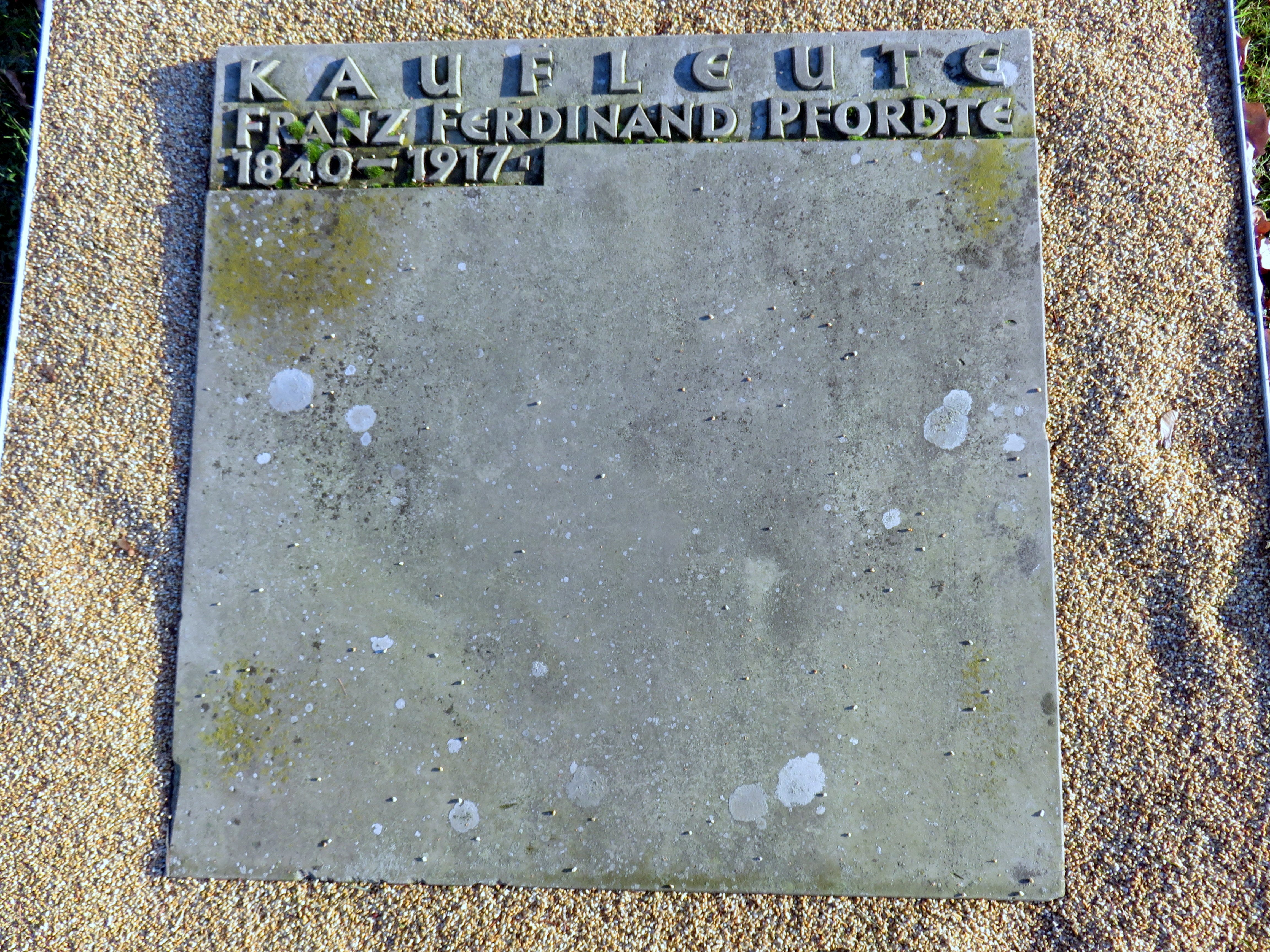
Franz Pfordte, Sammelgrab Kaufleute (II g), Friedhof Ohlsdorf

1909, als er schon als Grand Old Man seiner Zunft galt, übersiedelte der Gastronom in das neueröffnete „Hotel Atlantic“, wo er als Restaurantdirektor agierte und zusammen mit seinem ersten Küchenchef, Alfred Walterspiel, für die Kochkunst in dem Palast an der Alster sorgte und bescherte dem Hotel Atlantic somit weitreichenden Weltruhm.
Um die Bedeutung der Küche hervorzuheben, erhielt das Hotel den Namen „Atlantic - Pfordte“, der auf einem Dachgitter oberhalb der Fassade in riesigen Buchstaben angebracht wurde.
Auf der Weltausstellung 1900 in Paris leitete er das Deutsche Restaurant.
An Franz Pfordte wird auf der Sammelgrabplatte Kaufleute (II g) des Althamburgischen Gedächtnisfriedhofs, Friedhof Ohlsdorf, erinnert.

## Zitate
Der Berliner Feuilletonist Pem urteilte 1929 in der Neuen Berliner Zeitung/12 Uhr Blatt:

„‚Pfordte‘ - das ist mein Hamburger Erlebnis. - Dieses Restaurant - oder nennt man es besser Speiseküche - ist auf alle Fälle feiner als jeder Gast. Lautlos schweben die Kellner über die dicken Läufer; kein profanes Geräusch stört den genießenden Gaumen; die Teller, Platten und Bestecke scheinen aus Samt, wenn nicht aus schallsicherem Metall sogar. Am liebsten möchte man gar nichts bestellen; der Ober weiß ja doch alles besser - denkt man. Die Karte verspricht komplizierte Exotik, die nicht enttäuscht.“

Detlev von Liliencron lobte Pfordte in gereimter Form:

„Am besten wird gegessen in der Welt in Hamburg, / Diesem edlen Beefsteakorte. / Und hier, doch selten ohne vieles Geld, / Ganz ausgezeichnet in der Tat, bei Pfordte.“

Auch erwähnte von Liliencron ihn in seinem Gedicht Verbannt:

„Erst gestern aß ich ein Diner von Pfordte, / Und, hinterher, von Kranzler ein Stück Torte.“

Wolf Graf von Baudissin (Freiherr von Schlicht) hielt in seiner Biographie fest:

„Linsingen liebte es manchmal, von Lübeck nach dem nahen Hamburg zu fahren, um dort bei dem weltbekannten Franz Pfordte zu essen. Er lud sich häufig ein paar seiner Leutnants ein, ihn, selbstverständlich auf seine Kosten, nach Hamburg zu begleiten und dort seine Gäste zu sein. Das ließen sich die Herren natürlich nicht zweimal sagen, aber als sie eines Abends, als sie wieder bei Pfordte geschlemmt hatten ...“

Und der Journalist Eugen Wolf schrieb:

„Nur einmal wieder auf eine Stunde beim kleinen Franz Pfordte in Hamburg sitzen zu können, am schneeig-weißen, mit feinen Gläsern gedeckten Tische, gewaschen, gekämmt, rein angezogen! dann wollte ich gern wieder hinaus in den Schmutz, in die Entbehrung, in ungewaschenem Topfe Mortons schmieriges, australisches Hammelfleisch dämpfen und es von eiskalten Eisentellern, während das Fett gerinnt, herunterwürgen!“